# Rhytidodera grandis
Rhytidodera grandis là một loài bọ cánh cứng trong họ Cerambycidae.